# Szeberényi Gyula Tamás
Szeberényi Gyula Tamás (Kecskemét, 1967. október 26. –) magyar tanár, ügyvéd, politikus, 1998 és 2022 között önkormányzati képviselő Kecskeméten, 2014-től 2022-ig a város alpolgármestere, 2022 óta országgyűlési képviselő (Fidesz).

## Élete
Általános iskolai és középiskolai tanulmányait szülővárosában és Tiszakécskén végezte, majd 1992-ben magyar-közművelődés szakos tanári diplomát szerzett a Juhász Gyula Tanárképző Főiskolán. 1992 és 1994 között a Zala megyei Türjén dolgozott művelődésszervezőként és magyar szakos tanárként, majd visszaköltözött szülővárosába. 1996-ban a Kossuth Lajos Tudományegyetem Bölcsészettudományi Karán kulturális menedzseri, 2000-ben pedig a Szegedi Tudományegyetem Állam- és Jogtudományi Karán jogi diplomát szerzett, és ügyvédjelöltként kezdett dolgozni. 2004-ben tette le a jogi szakvizsgát, ezután egyéni ügyvédként dolgozott.
Politikai pályafutását 1993-ban kezdte, amikor a Fidesz zalaszentgróti csoportjának alapító tagja lett, majd 1994 óta a párt kecskeméti szervezetének tagja. Az 1998-as önkormányzati választáson önkormányzati képviselőnek választották Kecskeméten, ezt követően a 2002-es, a 2006-os, a 2010-es, a 2014-es és a 2019-es önkormányzati választáson is újraválasztották egyéni választókerületében. A kulturális és a pénzügyi bizottság elnöke, illetve 12 évig a jogi bizottság alelnöke volt. A 2014-es önkormányzati választásokat követően Kecskemét alpolgármestere lett, ekkor felhagyott ügyvédi tevékenységével. Alpolgármesteri tisztségét 2022-ig töltötte be. 2020-ban a Fidesz választókerületi elnöke lett Bács-Kiskun megye 2. számú választókerületében.
A 2022-es országgyűlési választáson Bács-Kiskun megye 2. számú választókerületében szerzett mandátumot a Fidesz-KDNP jelöltjeként, az Országgyűlésben a gazdasági és a költségvetési bizottság tagja lett.
Nős, három gyermek édesapja.